# Суперкубок Сан-Марино з футболу 1991
Суперкубок Сан-Марино з футболу 1991 — 6-й розіграш турніру, який в той час мав назву Трофео Федерале. Переможцем вперше став Тре Фйорі.

## Учасники
- Чемпіонат Сан-Марино:
  - Чемпіон: Фаетано
  - Віце-чемпіон: Тре Фйорі
  - Бронзовий призер: Ювенес
- Кубок Сан-Марино:
  - Володар: Лібертас

## Півфінали
| Команда 1 | Рахунок | Команда 2 |
| --------- | ------- | --------- |
| Фаетано   | 0:2     | Ювенес    |
| Лібертас  | -:+     | Тре Фйорі |

## Фінал
| Команда 1 | Рахунок | Команда 2 |
| --------- | ------- | --------- |
| Тре Фйорі | 3:2 дч  | Ювенес    |